# Trillium ludovicianum
Trillium ludovicianum är en nysrotsväxtart som beskrevs av Harb. Trillium ludovicianum ingår i släktet treblad, och familjen nysrotsväxter. Inga underarter finns listade.

## Bildgalleri

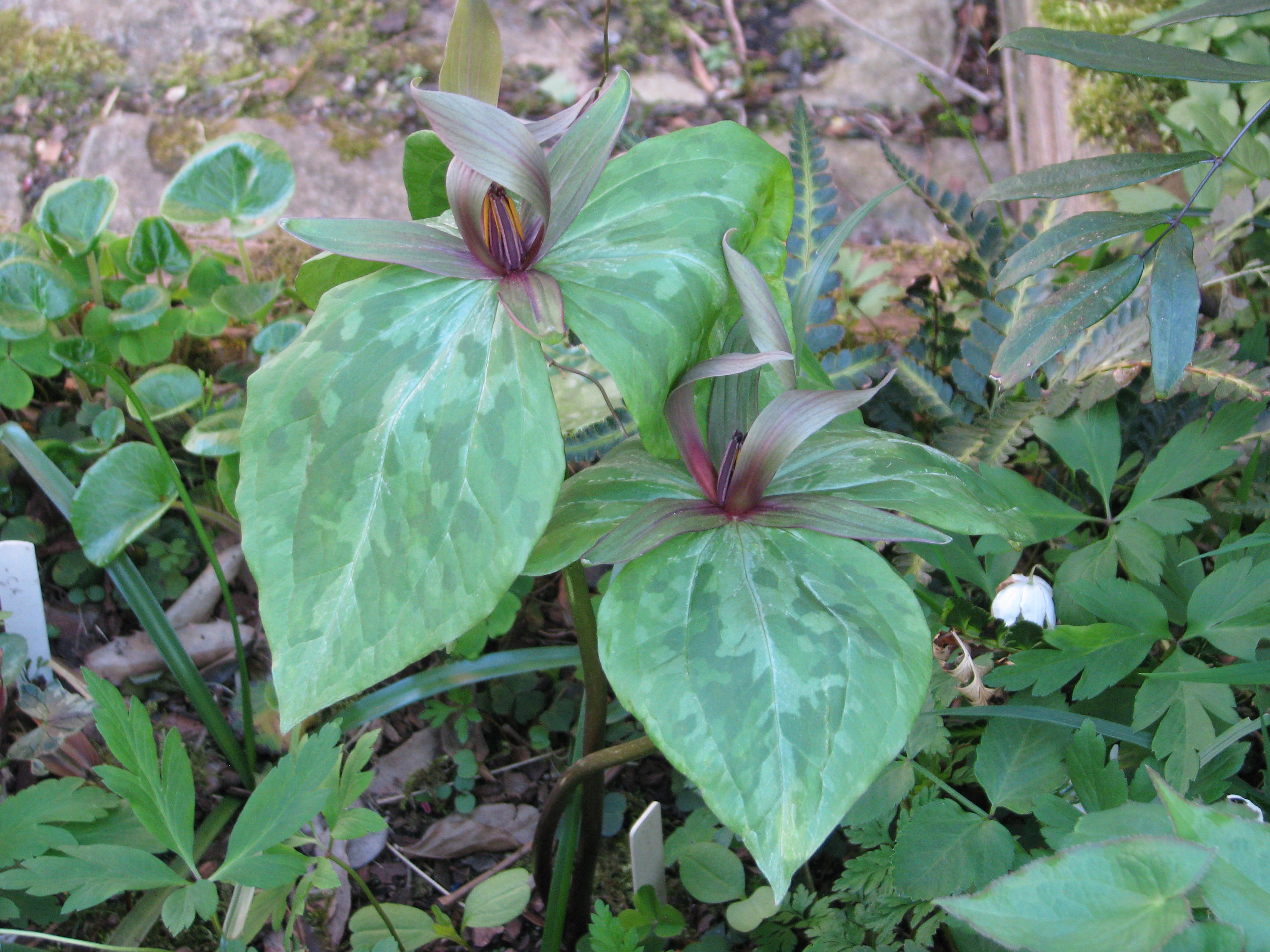
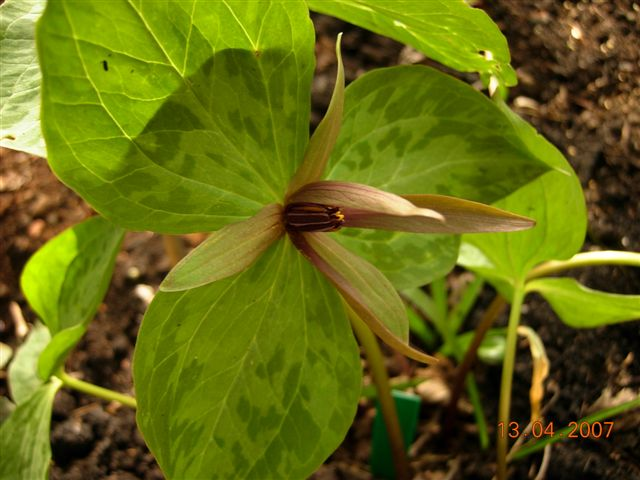